# Chōdenshi Bioman
Chōdenshi Bioman (超電子バイオマン Chōdenshi Baioman?) (traducido como Súper-electrónicos Bioman) es la octava temporada de la franquicia Super Sentai Series, producida por Toei Company, y emitida en TV Asahi entre el 4 de febrero de 1984 y el 25 de enero de 1985, constando de 51 episodios. Fue la primera serie en presentar dos mujeres guerreras en el equipo. El título internacional es Bioman.

## Argumento
El una vez próspero planeta Bio (バイオ星 Baio-sei?) es destruido después de que estallara una guerra mundial por el uso de un descubrimiento científico llamado las "Biopartículas". La Alianza por la Paz del Planeta Bio (バイオ星平和連合 Baio-sei Heiwa Rengō?), que buscaba usar las biopartículas con propósito pacífico, envía al robot gigante Bio Robo y un robot asistente de nombre Peebo para evitar que la misma tragedia ocurra en la Tierra. Bio Robo aterriza en el Japón del siglo XV, donde impregna de biopartículas a cinco jóvenes. Cinco siglos más tarde, los descendientes de esos individuos infusionados con biopartículas son los escogidos por Peebo y Bio Robo para que se conviertan en el equipo Bioman y protejan la Tierra del Nuevo Imperio Gear, una organización dirigida por el científico loco Doctor Man.

## Personajes

### Bioman
Los Bioman son los descendientes de cinco personas impregnadas con biopartículas cinco siglos atrás y que fueron llamados por el Bio Robo durante el primer ataque de Gear para obtener los Techno Braces de Peebo y así convertirse en Bioman. Los Bioman tienen una variedad de ataques en equipo que ejecutan cuando sus computadoras Bio Brain se sincronizan.
- Shirō Gō (郷史朗 Gō Shirō?)/Red One (レッドワン Reddo Wan?): Shirō Gō era el piloto de la primera lanzadera espacial japonesa antes de verse atrapado en el fuego cruzado cuando Gear inició la invasión. En él se unen la pasión y la responsabilidad. Creció pensando que su padre estaba muerto. Sin embargo, tras conocer al profesor Shibata, no está tan seguro. Las biopartículas en él le permiten comunicarse con animales, haciéndole útil en misiones de reconocimiento. Su computadora Bio Brain le permite rastrear a cualquier objetivo con su habilidad Super Electron Radar (超電子レーダー Chōdenshi Rēdā?).
- Shingo Takasugi (高杉真吾 Takasugi Shingo?)/Green Two (グリーンツー Gurīn Tsū?): Shingo Takasugi es un piloto de carreras. Shingo puede ser muy duro con los enemigos y a la vez muy agradable con los niños. A pesar de su bravuconería, hay momentos en los que duda de sus habilidades. A pesar de esas dudas, sabe lo que debe hacer y lo hace lo mejor que puede. El es conductor del Bio Turbo. Su computadora Bio Brain le permite usar su habilidad Super Electron Scope (超電子スコープ Chōdenshi Sukōpu?) para adivinar cualquier engaño.
- Ryūta Nanbara (南原竜太 Nanbara Ryūta?)/Blue Three (ブルースリー Burū Surī?): Ryūta Nanbara es un nadador de competición, que es infantil y aventurero. Le encanta explorar y descubrir cosas nuevas. Sus años de buceo le han hecho muy ágil y tiene habilidad en técnicas de sigilo. No puede soportar a los matones. Su computadora Bio Brain le permite usar su habilidad Super Electron Ear (超電子イヤー Chōdenshi Iyā?) para amplificar su sentido del oído.
- Mika Koizumi (小泉ミカ Koizumi Mika?)/Yellow Four I (1初代イエローフォー Shodai Ierō Fō?): Mika Koizumi es una fotógrafa que sueña con seguir los pasos de su hermano de fotografiar la vida salvaje en África. Al principio se muestra necia a unirse al equipo, hasta que se convence de que la maldad de Gear podría poner a los animales en peligro. Cuando Gear logra crear algunas anti-biopartículas que usa como arma, Mika muere a manos de Psygorn sacrificándose para vacíar el cargador Bio Killer y que así sus amigos puedan luchar sin ser envenenados por las anti-biopartículas. Su computadora Bio Brain le permite presentar proyecciones fotográficas con su habilidad Super Electron Holography (超電子ホログラフィ Chōdenshi Horogurafi?)
- Jun Yabuki (矢吹ジュン Yabuki Jun?)/Yellow Four II (2代目イエローフォー Nidaime Ierō Fō?): Jun Yabuki es una campeona olímpica en tiro con arco. A veces se viste con una mezcla de ropa de cowgirl y estilo feudal japonés. Las dos últimas letras de su apellido forman el kanji de su color. Tras ver al equipo Bioman en acción, intenta unirse a ellos, pero es en principio es rechazada porque no entiende lo seria que es la batalla. Sin embargo, su falta de miedo permitió a los Bioman descubrir que ella también es una descendiente de los primeros Bioman. Con las mismas habilidades y arsenal que su predecesora.
- Hikaru Katsuragi (桂木ひかる Katsuragi Hikaru?)/Pink Five (ピンクファイブ Pinku Faibu?): Hikaru Katsuragi es flautista en una feria ambulante. Es dulce aunque fuerte y es una maestra del disfraz, tiene un espíritu inusualmente fuerte, con un gran instinto maternal. Toca la flauta para calmar sus espíritus y para reforzar su decisión. Es el miembro más emocional del equipo. Su computadora Bio Brain le permite usar su habilidad Super Electron Beamlight (超電子ビームライト Chōdenshi Bīmuraito?) para crear campos de fuerza.

### Aliados
- Peebo (ピーボ Pībo?): Un androide guardián de las biopartículas, de Bio Robo y de Bio Dragon, construido como un robot experimental cuando estaban desarrollando las biopartículas. Llegó a la Tierra hace 500 años e infundió a cinco valientes con biopartículas. Ahora que Gear ha avanzado, Peebo y Bio Robo reúnen a los descendientes de las cinco personas originales. Siente un gran temor hacia Silva.
- Shūichi Kageyama (蔭山 秀一 Kageyama Shūichi?): Creyendo que es un huérfano de nombre Kōichi Nakamura (中村 公一 Nakamura Kōichi?), descubre que en realidad es Shūichi Kageyama, el hijo del Doctor Man y la base del diseño de Prince. Al principio, el Doctor Man intenta convencerle de que se una a Gear, pero Shūichi reniega de su padre. Al final, encuentra y se une al Doctor Shibata.
- Shinichirō Gō (郷紳一朗 Gō Shinichirō?): El padre distanciado de Shirō y antiguo compañero de investigación de Hideo Kageyama. Después de que este se volviera loco, fingió su muerte y abandonó a su mujer e hijo para detener a su antiguo amigo. Se convirtió en un cyborg como hizo el Doctor Man para continuar su investigación y derrotar a Gear. Adoptando el alias de Profesor Shibata (柴田博士 Shibata-hakase?), disfraza su verdadera identidad llevando gafas de sol de color rosa y una barba postiza. Después de que Silver encontrara a Balzion, Shinichirō es capturado por los de Gear y encerrado en una prisión de Neograd. Eventualmente, tanto Bioman como Shuichi invaden Neograd para salvarlo. En última instancia, la redada inicial falla y Bioman quedan atrapados en una de las prisiones del Doctor Man dentro de la guarida. Al no ver otra opción para ayudar a los héroes, Shibata decide inmolarse para derribar la puerta necesaria para escapar de su cautiverio. Después de que la explosión destruye la puerta, Shibata en sus últimas palabras le dice a su hijo Shirou que nunca lo olvidó y que todavía pensaba que su esposa era hermosa después de todo este tiempo, antes de hundirse por completo, acabando con el buen científico.
- Ken Hayase (早瀬健 Hayase Ken?): Antiguo entrenador de Jun y capitán del equipo olímpico japonés de tiro con arco. Intenta investigar la repentina desaparición de Jun del equipo para intentar convencerla de que regrese, solo para descubrir su verdadera identidad como Yellow Four y permitirle quedarse con Bioman.
- Shōta Yamamori (山守 正太 Yamamori Shōta?): Un protector de la naturaleza que vive solo en el monte Nekura. Cuando los Bioman le encuentran por primera vez, Shirō se pregunta si Yamamori podría tener también biopartículas. Tras enamorarse de Jun, Yamamori intenta unirse desesperadamente al equipo, pero es rechazado cuando Bio Robo no encuentra restos de biopartículas en su cuerpo. Desilusionado, una Farrah disfrazada le engaña para que pase por un proceso que le transformará en el Magne Warrior (マグネ戦士 Magune Senshi?), lo que le pone bajo el control de Gear. Sin embargo, Yamamori logra liberarse del control de Gear, y ayuda al equipo Bioman a destruir a los Magne Megas. Yamamori es considerado un anticipo y prototipo de los sextos guerreros que aparecerían en etapas posteriores de Super Sentai.
- Miki (ミキ Miki?): Era un cyborg femenino creado por Doctor Man para reparar automáticamente al Neo Mecha Gigan de Gear conocido como Satan Megas cada vez que Bio Robo lo destruye. Debido a su naturaleza mecánica, Shuichi Kageyama la descubre rápidamente y decide llevarla a ver al misterioso profesor Shibata, quien le instala en Miki un "Circuito de Conciencia", que le permite mantener sus emociones y comportamiento humano y así evitar que caiga completamente en manos de Doctor Man una vez más. Sin embargo, debido a su importancia para los planes del Doctor Man y la necesidad de Bioman de inhabilitarla para detener a Satan Megas, Miki se convierte en el objetivo de todos lados y solo Shuichi y Shibata la protegen de ser utilizada como arma o clave para detener la amenaza de Gear. Al final Miki decide sacrificarse usando todo el poder del Circuito de Conciencia para pacificar al Neo Mecha Gigan. Lanzándose a Satan Megas, aturde a la máquina con su Circuito de Conciencia para detener su movimiento y atacar el tiempo suficiente para que Bio Robo lo destruya.

### Arsenal
- Techno Brace (テクノブレス Tekuno Buresu?): Es un brazalete que sirve como dispositivo de transformación de los Bioman. Para transformarse individualmente, invocan su color y número, o como grupo invocan la orden "Bioman".
- Bio Swords (バイオソード Baio Sōdo?): Son las armas básicas de los Bioman, cuenta con tres modos: espada, daga y pistola.
- Bio Arrow (バイオアロー Baio Arō?): Es el arma personal de Yellow Four II, que obtiene después de unirse al equipo.
- Bio Mach (バイオマッハ Baio Mahha?): Las motocicletas que pilotan Red One (con velocidad media de 300 km/h y máxima de 540 km/h) y Yellow Four (con velocidad media de 250 km/h y máxima de 450 km/h).
- Bio Turbo (バイオターボ Baio Tābo?): Un Mazda RX-7 modificado, y pilotado por Green Two, Blue Three y Pink Five. Tiene una velocidad media de 350 km/h y máxima de 630 km/h.

### Mechas
- Bio Robo (バイオロボ Baio Robo?): Llegado del planeta Bio hace 500 años, Bio Robo es un robot semi inteligente que infundió a cinco personas con biopartículas al llegar a la Tierra en la época del Japón feudal. Siglos más tarde, Bio Robo se activa al detectar los ataques de Gear, y reúne al equipo Bioman. Se forma a partir de dos Bio Jets con el comando "¡Fusión! ¡Hyper Cross!" (合体!ハイパークロス! Gattai! Haipā Kurosu!?).
  - Bio Jet One (バイオジェット1号 Baio Jetto Ichigō?): Lo pilotan Red One y Pink Five, y forma la mitad superior de Bio Robo.
  - Bio Jet Two (バイオジェット2号 Baio Jetto Nigō?): Lo pilotan los otros tres Bioman, y forma la mitad inferior de Bio Robo.
- Bio Dragon (バイオドラゴン Baio Doragon?): Una nave transportadora de los Bio Jets 1 y 2. En los laterales del fuselaje lleva dos pistolas láser. Con su rayo magnético, puede recoger a Bio Robo y transportarlo ya formado a la escena de la batalla. Los Bioman pueden sacarlo del hangar, volar hacia él, o abordarlo desde el suelo a través de un tubo inferior.

### Nuevo Imperio Gear
El Nuevo Imperio Gear (新帝国ギア Shin Teikoku Gia?) lo fundó y dirige el cyborg Doctor Man, desde su fortaleza New Grad en el Polo Sur. Las fuerzas de Gear se creen una sociedad tecnológicamente avanzada con el derecho de gobernar la Tierra.
- Doctor Man (ドクターマン Dokutā Man?): El líder supremo de Gear, el Doctor Man era en realidad un humano llamado Dr. Hideo Kageyama (蔭山 秀夫 Kageyama Hideo?) que experimentó consigo mismo para acelerar su inteligencia, sólo para que su cuerpo envejeciera rápidamente en el proceso. Para extender su vida, Kageyama se convirtió en un cyborg con un profundo asco hacia la humanidad, que planea conquistar el mundo con su ejército de Mecha Clones mientras aguanta con vida lo suficiente para encontrar un heredero digno de su imperio. Cuando se revelan sus verdaderos orígenes, Doctor Man contrarrestó el golpe con una copia de Mecha Clone de sí mismo y luego reprogramó a los Tres Grandes y reorganizó el imperio. Con su imperio muriendo, va y lucha contra Bioman con King Megas solo para ser derrotado. Activó la Bomba Anti-Bio, pero terminó deteniéndola cuando su hijo y los Bioman lo empujaron y finalmente lo mataron.
- Prince (プリンス Purinsu?): Un Mecha Clone avanzado construido por el Doctor Man a la imagen de su hijo perdido Shūichi de adolescente. Fue creado como el heredero perfecto de Gear. Un sádico con corazón de hielo, Prince está armado con una porra y una pistola láser. Cuando fue presentado como el hijo del Doctor Man, se reveló que el Doctor Man era un ser humano. Ryuta quería detenerlo por su propio bienestar ya que solo tenía 17 años. También se reveló que los tentáculos utilizados para robar combustible eran parte de su creación, Grotesque Kans. Más tarde, se reveló que él era solo un Mecha Clon creado en la imagen del hijo desaparecido del Doctor Man Shuichi después de que Mason y Farrah tuvieran la tarea de devolverlo a la base. Por eso, el Doctor Man lo reprogramó para que fuera simplemente Battle Mecha Prince, donde desafió a los Bioman por última vez. Ryuta aceptó que no podía ser ayudado y los Bioman lo derrotaron cuando su robot Grotesque Kans fue destruido.
- Mason (メイスン Meisun?): El líder de los Tres Grandes, tres generales androides que supervisan las misiones de campo, y que tiene la habilidad de disfrazarse de humano. Es el primero del trío que se enfrenta a los Bioman, y un rival frecuente de Red One. Cuando le entregan la Bio Killer Gun, sólo pudo matar a Mika (la primera Yellow Four) cuando ella intencionadamente le hizo vaciar el cargador en ella, aunque él quería matar a Shirō. Una vez conspiró contra el propio Doctor Man al conocer sus orígenes. Está armado con un bastón que dispara rayos de energía que luego Red One rompió por la mitad. Más tarde disparó un rayo de energía a Red One desde su pecho después de que su bastón se rompiera. El Doctor Man aparentemente le da más importancia a él que a los otros dos. Más tarde fue reconstruido y armado con Mason Rockets y la Mason Machine Gun. Es asesinado por Silver cuando pretendía apoderarse del Balzion.
- Farrah (ファラ Fara?): El miembro femenino de los Tres Grandes, usa armas de rayos y deja el trabajo sucio a Farrah Cat. Suele disfrazarse de humana en sus planes, dando a prioridad al engaño y la astucia sobre la fuerza bruta. Solía guardar resentimiento hacia Mason, aunque desarrolla una relación cercana con él a partir de la trama de robar lingotes de oro que Mason diseñó. Es rival de Yellow Four y Pink Five. A igual que Mason, Farrah es reconstruida y armada con Farrah Fire Storm y Farrah Kiss (sopla un explosivo beso volador). Murió después de recibir daños en la batalla mientras piloteaba Balzion.
- Monster (モンスター Monsutā?): El bruto de los Tres Grandes, que usa un hacha de batalla como arma principal, aunque también puede usar objetos pesados cercanos en la lucha. Suele trabajar con Zyuoh. Aunque es un androide, se revela que siente algo por Farrah, algo que ella rechaza y Mason considera vomitivo. Más tarde fue mejorado y armado con Black Mace y Iron Paw. Fue asesinado mientras intentaba capturar a Balzion en Super Megas.

#### Zyunoids
Los Cinco Guerreros Bestiales Zyunoids (ジューノイド五獣士 Jūnoido Go Jūshi?) son monstruos mecánicos que luchan contra los Bioman y apoyan a los Tres Grandes en sus batallas.
- Psygorn (サイゴーン Saigōn?): Un monstruo psíquico de tres caras con la habilidad de escupir fuego y usar telequinesis y teletransporte, que normalmente trabaja con Mason y Farrah. Es el más fuerte de los Zyunoids y causa graves problemas a los Bioman en batalla, teniendo un gran papel en la muerte de Mika. Más tarde es equipado con rayos de energía y poderes de fuego más fuertes. Él es el último Jyunoid en morir y fue destruido por los graves daños causados por Red One y los Bioman, mientras intentaba proteger a Mason, de lo que se le podía escuchar diciéndole a este último que se escapara.
- Mettzler (メッツラー Mettsurā?): Un Zyunoid biomecánico de un ojo, armado con un estoque y un brazo con garra. Puede crear hologramas y convertirse a sí mismo en baba para evadir los ataques o atacar por la espalda a su enemigo. Suele trabajar con Farrah. Fue destruido después de una sobredosis de Bio Killer Energy de Silva y recibió el ataque Bio Electron Charge mientras intentaba proteger a Farrah.
- Zyuoh (ジュウオウ Jūō?): Es un robot con forma de gorila que suele trabajar junto a Monster. Es un bruto con pocas luces, está armado con una maza y puede usar los cañones de sus dedos en batalla. Es leal a Monster hasta el punto de acudir al rescate de su maestro. Después de sufrir graves daños en la batalla, Jyuoh fue reconstruido por su lealtad a pedido de su maestro con cañones en el pecho. Fue destruido después de recibir fuertes daños por parte de Silva y los Bioman.
- Messerjū (メッサージュウ Messājū?): Una gárgola con cara de halcón con la habilidad de volar que está armado con ondas supersónicas y rayos láser. Suele apoyar a Farrah y Mason, aunque también trabaja con Monster. Messarjū fue el primero de los Jyunoides en ser destruido.
- Aquaiger (アクアイガー Akuaigā?): Un robot con forma de hombre pez armado con una pistola de arpones, con bombas burbuja y un spray ácido incorporados. Suele trabajar con Farrah y Mason y es el más débil de los Beastoids, hasta el punto de recibir una paliza de los otros Zyunoids. Fue uno de los primeros Jyunoids en ser destruido luchando contra los Bioman.

#### Otros
- Farrah Cat (ファラキャット Fara Kyatto?): La guardaespaldas androide de Farrah que le hace el trabajo sucio. Está vestida con pieles negras y púrpuras, es rápida, ágil y acrobática. Tiene garras como armas y usa nunchakus gemelos también. Eventualmente encuentra su final cuando Yellow Four y Pink Five volaron sus circuitos con una explosión total.
- Mecha Clones (メカクローン Mekakurōn?): Los soldados de campo robóticos de Gear. Tienen el cuerpo negro con ojos rojos y máscaras de plata que ocultan sus rostros mecánicos. Sus armas incluyen espadas y pistolas. Pueden ser programados para pilotar jets Mechadrones de batalla o actuar como ayudantes de laboratorio. También pueden disfrazarse de humanos y están armados con explosivos para misiones suicidas.

### Silva
Bio Hunter Silva (バイオハンター・シルバ Baio Hantā Shiruba?) es un robot que ha recibido la mitad de las biopartículas como fuente de energía y tiene un lanzador de flechas incorporado en su codo. Tiene su origen en el planeta Bio y su misión es destruir cualquier cosa con biopartículas. Sin embargo, Silva funciona mal y usa su mecha Balzion (バルジオン Barujion?) para destruir el planeta Bio. Siguiendo la señal de Peebo y Bio Robo, Silva aterriza en la Tierra para completar su misión. Aunque es archienemigo de los Bioman, también se enfrenta al Imperio Gear, que desean utilizar la energía de Balzion para sus propios objetivos. Al perder su robot, Silva recupera a Balzion mientras mata a Mason. Al final, Silva es destruido cuando Balzion fue derrotado por una carga repentina de Bio Energy del Bio Robo. Veintisiete años después, Silver regresa durante los eventos de la película Kamen Rider × Super Sentai: Super Hero Taisen como miembro de Dai-Zangyack, una alianza de villanos liderada por el Capitán Marvelous (Gokai Red) para la invasión del universo de Kamen Rider, bajo el nuevo nombre de Rider Hunter Silva (ライダーハンター・シルバ Raidā Hantā Shiruba). También posee los medios para fusionar el Gigant Horse de Dai-Zangyack con Crisis Fortress de Dai-Shocker en el robot Big Machine. Más tarde fue destruido por el Tajadol Charge de Gokai Galleon Buster cuando los Gokaigers toman la forma de los Kamen Rider OOO's a través del Gokai Change.

## Episodios
1. Llega el enigmático robot gigante (謎の巨大ロボ出現 Nazo no Kyodai Robo Shutsugen?)
2. ¡Reunión! Los guerreros del destino (集合！宿命の戦士 Shūgō! Shukumei no Senshi?)
3. Nuestro amigo, Bio Robo (わが友バイオロボ Waga Tomo Baio Robo?)
4. ¡Autodestrucción! Mecha-humanos (自爆！メカ人間 Jibaku! Meka Ningen?)
5. Cortad al enemigo invisible (見えない敵を斬れ Mienai Teki o Kire?)
6. ¡Levántate! Bio Robo (起て！バイオロボ Tate! Baio Robo?)
7. Peebo capturado (つかまったピーボ Tsukamatta Pībo?)
8. ¡Luchad! Pidiendo un deseo a una estrella (戦え！星に誓って Tatakae! Hoshi ni Sakatte?)
9. La cuerda de saltar que borra a la gente (人を消すなわ跳び Hito o Kesu Nawatobi?)
10. Adiós, Yellow (さよならイエロー Sayonara Ierō?)
11. Llega la nueva guerrera Jun (新戦士ジュン登場 Shin Senshi Jun Tōjō?)
12. ¡Asesino verde!! (殺人者グリーン！ Satsujinsha Gurīn!?)
13. ¡Jun! (ジュンよ！ Jun yo!?)
14. ¡Nuevo cerebro de intelecto! (新頭脳ブレイン！ Shin Zunō Burein!?)
15. El llameante juramento de la guerrera (女戦士炎の誓い Onna Senshi Honō no Chikai?)
16. Corred, 21599 segundos (走れ21599秒 Hashire Ni-Man-Sen-Gobyaku-Kyū-Jū-Kyū-byō?)
17. He visto el castillo de Ryugu (僕は龍宮城を見た Boku wa Ryūgū-jō o Mita?)
18. El orador de la niña psíquica (超能力少女の祈り Chōnōryoku Shōjo no Inori?)
19. Mi padre es el Doctor Man (父はドクターマン Chichi wa Dokutā Man?)
20. ¡El desafío de Prince! (プリンスの挑戦！ Purinsu no Chōsen!?)
21. Proteged la Bio Base (守れバイオベース Mamore Baio Bēsu?)
22. ¿¡Un gran ladrón!? ¡Blue! (大泥棒！？ブルー！ Ō Dorobō!? Burū!?)
23. ¡Gyo! ¡El ataque de la marioneta! (ギョ！人形の襲撃！ Gyo! Ningyō no Shūgeki!?)
24. La flor explosiva del amor (爆発する愛の花 Bakuhatsu Suru Ai no Hana?)
25. ¿El fantasma de Prince? (プリンスの幽霊？ Purinsu no Yūrei??)
26. El horrible secreto de mi padre (恐るべき父の秘密 Osorubeki Chichi no Himitsu?)
27. La guerrera del infierno de las arañas (クモ地獄の女戦士 Kumo Jigoku no Onna Senshi?)
28. El asesinato del Doctor Man (ドクターマン暗殺 Dokutā Man Ansatsu?)
29. ¿¡El día que Tokio desapareció!? (東京が消える日！？ Tōkyō ga Kieru Hi!??)
30. La espada demoníaca del Canth definitivo (最強カンスの魔剣 Saikyō Kansu no Ma Ken?)
31. ¿¡Nuevo modelo!? Llegan los Megas (新型！？メガス出現 Shingata!? Megasu Shutsugen?)
32. El gran plan de remodelación de Gear (ギアの大改造作戦 Gia no Dai Kaizō Sakusen?)
33. ¿¡Ha llegado!? El nuevo movimiento final (出るか！？新必殺技 Deru ka!? Shin Hissatsu-waza?)
34. ¡Mirad! Bio poder (見よ！バイオの力 Mi yo! Baio no Chikara?)
35. El sexto hombre (6番目の男 Rokubanme no Otoko?)
36. El chico que se transforma (変身ボーイ Henshin Bōi?)
37. ¡El asesino Silva! (殺し屋シルバ！ Koroshiya Shiruba!?)
38. El enigmático Balzion (謎のバルジオン Nazo no Barujion?)
39. ¡La trampa de Mason! (メイスンのワナ！ Meisun no Wana!?)
40. ¡Turbo robado! (奪われたターボ！ Ubawareta Tābo!?)
41. ¡La nana demoníaca! (悪魔の子守り唄！ Akuma no Komoriuta!?)
42. ¡Gō! ¡Arriesga tu vida! (郷！命を賭けろ！ Gō! Inochi o Kakero!?)
43. El soldado vestido de marinero (セーラー服の戦士 Sērā-fuku no Senshi?)
44. El hermoso circuito de consciencia (美しき良心回路 Utsukishiki Ryōshin Kairo?)
45. ¡La bomba humana Jun! (人間爆弾ジュン！ Ningen Bakudan Jun!?)
46. ¡Escapad! ¡El pueblo de las trampas! (脱出！わなの町！ Dasshutsu! Wana no Machi!?)
47. ¿¡La verdadera identidad del Profesor Shibata!? (柴田博士の正体！？ Shibata-hakase no Shōtai!??)
48. ¡Adelante! Balzion (出現！バルジオン Shutsugen! Barujion?)
49. Bio Robo crítico (危うしバイオロボ Ayaushi Baio Robo?)
50. Asalto a Newgrad (突撃ネオグラード Totsugeki Neogurādo?)
51. Adiós,  Peebo (さよならピーボ Sayonara Pībo?)

### Película
Chōdenshi Bioman (超電子バイオマン Chōdenshi Baioman?): Estrenada el 14 de julio de 1984.

## Emisiones internacionales

### Asia
Bioman se emitió en Filipinas en ABS-CBN entre 1987 y 1988, y en IBC-13 entre 1993 y 1994, convirtiéndolo en el primer Sentai que se emitía allí desde Himitsu Sentai Goranger y J.A.K.Q. Dengekitai. También fue el último título tokusatsu que se dobló en Filipinas al inglés, siendo los posteriores doblados al filipino. En años recientes, Bioman se volvió a emitir redoblado al filipino. La serie también se emitió en Channel 7 en Tailandia.

### Europa
La serie fue muy popular en Francia, donde el actor y cantante Bernard Minet grabó una versión en francés de la sintonía.

### Estados Unidos
En 1986, Haim Saban produjo un episodio piloto para una adaptación americana de la serie titulada simplemente Bio-Man.
Años más tarde; usarían los nombres para llamar a los Rangers de la exitosisima primera temporada Mighty Morphin' Power Rangers

## Reparto
- Shirō Gō: Ryōsuke Sakamoto
- Shingo Takasugi: Naoto Ōta
- Ryūta Nanbara: Akito Ōsuga
- Mika Koizumi: Yuki Yajima
- Jun Yabuki: Sumiko Tanaka
- Hikaru Katsuragi: Michiko Makino
- Peebo: Yoshiko Ōta
- Shūichi Kageyama, Prince: Hidenori Iura
- Shinichirō Gō: Tadao Nakamaru
- Ken Hayase: Hiroyuki Sanada
- Shōta Yamamori: Hikaru Kurosaki
- Doctor Man: Munemaru Kōda
- Mason: Hirohisa Nakata
- Farrah: Yōko Asuka
- Monster: Strong Kongō
- Psygorn: Keisuke Yamashita
- Mettzler: Hiroshi Izawa
- Zyuoh: Masahiro Anzai
- Messerjū: Shun Yashiro
- Aquaiger: Hirotaka Nagai
- Farrah Cat: Yukari Oshima
- Bio Hunter Silva: Kazuo Hayashi
- Narrador: Ichirō Murakoshi

## Temas musicales

### Tema de apertura
- Chōdenshi Bioman (超電子バイオマン Chōdenshi Baioman?)
  - Letra:Kan Chinfa
  - Música: Kunihiko Kase
  - Arreglos: Tatsumi Yano
  - Intérprete: Takayuki Miyauchi

### Tema de cierre
- Biomic Soldier (バイオミック・ソルジャー Baiomikku Sorujā?, Soldado biómico)
  - Letra:Kan Chinfa
  - Música: Kunihiko Kase
  - Arreglos: Tatsumi Yano
  - Intérprete: Takayuki Miyauchi